# 피지 힌디어 위키백과

피지 힌디어  위키백과는 피지 힌디어 로 운영되는 위키백과 언어판이다. 2007년 10월 11일에 시작되었다. 기호는 hif이다.